# 아프리카 사회주의
아프리카 사회주의는 전통적인 아프리카 방식으로 경제 자원을 공유하는 이념으로, 고전적 사회주의와 거리가 멀다. 용어에 대한 정의와 해석이 서로 상이하지만, 1950년대와 1960년대 수많은 아프리카 정치인들이 해당 이념을 주장했다.
1960년대에 독립한 수많은 아프리카 국가들 중 일부는 더욱 아프리카 중심적인 경제 모형을 추구하며 자본주의의 개념을 거부했다. 해당 시기 지도자들은 그들이 '아프리카 사회주의'를 실행하고 있다고 주장했다.
윌리엄 H. 프라이드랜드와 칼 G. 로스버그 주니어가 집필한 저서인 <아프리카 사회주의>에 의하면 탄자니아의 줄리어스 니에레레, 말리의 모디보 케이타, 세네갈의 레오폴 세다르 상고르, 가나의 콰메 은크루마는 아프리카 사회주의의 주요 설계자들이었다.
그 양상이 다양한 아프리카 사회주의에서 쉽게 찾아볼 수 있는 요소들에는 대규모 공공 부문이 지도하는 사회 개발, 아프리카적인 정체성 추구, 사회 내 계층 발달 회피 등이다. 레오폴 세다르 상고르는 아프리카 부족 공동체의 사회적 배경은 사회주의적 성격이 아프리카에 적절하게 하지만 계급투쟁 이론의 타당성을 배제함으로써 모든 형태의 아프리카 사회주의를 막시즘과 유럽의 사회주의 이론과 다르게 한다고 주장했다.

## 같이 보기
- 범아프리카주의
- 우자마
- 제3국제이론
- 상카라주의